# 妖怪午飯
妖怪午飯（あやかしごはん）為日本遊戲公司Honeybee（页面存档备份，存于）於2014年8月29日發行的女性向戀愛冒險遊戲。2015年10月8日發行PSVita移植版《妖怪午飯～再來一份》（あやかしごはん～おかわりっ！），2015年11月25日發行番外片《妖怪午飯～再來一份》（あやかしごはん～おかわりっ！）。描述少女朱音凜在高中時返回童年時期曾經生活一段時間，妖怪與人類共存的紅葉村，與當地人類和妖怪居民建立羈絆，和協助當地居民解決各種疑難雜症的故事。

## 遊戲概要
「只要吃了美味的飯菜，大家將會幸福」。
很久從前，某個妖怪和人類共存的村莊－紅葉村的角落，有間歡迎任何妖怪和人類顧客上門光顧的食堂。作為店主的狐森吟秉持著這樣的理念經營著這間食堂，日復一日的準備料理招待前來光顧食堂的顧客。
直至某個夏末秋初交際的日子，作為吟的恩人朱音堇的外孫女－朱音凜，因為母親忙於工作，被堇帶來紅葉村暫時居住一段時間，凜在這段期間和外祖母與吟相處和睦，但在一次機緣中，凜在遭遇危機之際，親眼目擊前來搭救自己的吟現出妖怪的原型而深受衝擊，也因為這次事件從此影響她對妖怪們的觀感和往後的性格。
多年後，原本居於都市的凜因為母親病故，被接受病逝外祖母的委託的吟，接回曾經短暫居住的紅葉村生活。吟安排雙胞胎狛犬兄弟作為凜的護衛，讓凜轉進當地的高中就讀，凜也在過程中陸續邂逅紅葉村當地的人類和妖怪居民，逐漸發掘紅葉村的秘密。一場動人的妖怪與人類的物語就此展開序幕。

## 遊戲系統
遊戲屬於文字冒險遊戲，共有兩個篇幅（人類篇和妖怪篇）與六名可攻略角色。遊戲本傳除木邑淺蔥擁有一壞一好的結局以外，其餘角色各有一壞、一好、最佳的結局。故事起始時依據玩家在女主角朱音凜童年時期經歷的選擇，決定朱音凜日後成年時期的個性，及其可進行的劇情篇章和攻略角色路線。
人類篇的攻略角色為犬嶌謡、伊吹萩之介、花蘇芳；妖怪篇的攻略角色為犬嶌詠、芹ケ野真夏、木邑淺蔥。當玩家通關完人類篇的所有角色劇情線、妖怪篇的犬嶌詠及芹野真夏劇情線後，將會開啟解謎所有劇情線未提及的幕後真相的木邑淺蔥劇情線；當玩家完成淺蔥劇情線好結局後，返回主選單再進入個別攻略角色劇情線，所有攻略角色的結局將會隨之改變（淺蔥劇情線例外）。
番外Fan Disk《妖怪午飯～再來一份》攻略限制與結局同本傳系統，淺蔥劇情線則更改為和其他攻略角色同樣有一壞、一好、最佳的結局。

## 角色介紹

### 主要角色
- 下述主要角色事件以遊戲本傳真結局（淺蔥線好結局）為主，個別角色路線事件另外記述。

朱音 凛（あかね りん）※名字可變更。   声：友永朱音
本作的女主角，遊戲本傳的初始年齡為7歲，進入人類篇（妖怪篇）後為17歲；番外《妖怪午飯～再來一份》裏的初始年齡為19歲。她是千年前平安時代陰陽師藤原真夏（芹野真夏的前世）的近親戀人凜姬的轉世，前世作為朝廷側室時因為受忌於其餘側室遭咒殺而亡，她的靈魂也因此成為食夢謨追獵的目標，只要憶起前世記憶便會被食夢謨奪去性命再度輪迴。具備著能看見及和妖怪交流的能力。
幼年父親早逝，加著母親為養家從事特種行業賺取收入疏於親子交流，導致她受缺乏家庭溫暖的影響常感孤獨。7歲時因緣際會被祖母朱音堇迎接至紅葉村短暫居住，並且在和祖母與當地食堂店主狐森吟的相處期間，首度體會家庭的溫暖，但在遭遇妖怪襲擊時被變回真身的狐森吟所救，才查覺紅葉村實為人類與妖怪共存的村莊。依據玩家面對狐森吟事件的抉擇態度，決定日後成年時變成和母親關係疏離、冷淡內向、喜愛閱讀不喜與他人共餐的性格（人類篇）或和母親重新建立親情、元氣開朗、喜歡料理與他人共餐的性格（妖怪篇）。
十年後的凜因為母親逝世，和當年解救她的狐森吟再會，被後者接回曾經生活的紅葉村生活，她透過吟居中安排轉進當地的薄之高校就讀，陸續理解狐森吟當年隱瞞身份的緣由和邂逅村裡的人類與妖怪居民，也在協助當地居民解決問題的過程中，逐漸理解紅葉村的秘密。
在遊戲本傳的淺蔥線裡，偕同淺蔥擔任拯救和導正紅葉村命運的角色。番外《妖怪午飯～再來一份》裏升上高中三年級，面對學業壓力與未來方向的決擇，在多數攻略角色好結局與最佳結局裡，皆在離村就讀大學四年後與攻略角色共組家庭。
犬嶌 謡（いぬしま うた）　 声： 下野紘
左眼配戴眼罩的少年，紅葉神社裡的雙子石雕狛犬的兄長，變回原形時則是渾身朱紅色的狛犬。因為吟的委託，和凜就讀同所高中兼擔任近身護衛。個性外向，深受歡迎當地妖怪和同學歡迎，除了體育表現優異以外，其他的科目都不擅長，看似講話不客氣，實則成熟替他人著想。經常被詠吐槽為「笨蛋哥哥」。
數百年前仍鎮守當時香火鼎盛的紅葉神社時，兄弟倆非常喜歡並發願守護人類，後來神社隨著參拜信眾減少，逐漸沒落，兄弟倆被村裏惡作劇的孩童扔擲石頭，擊中石像狀態的謡的左眼，導致左眼掉落失明。兄弟倆掉落的眼睛被千年前的陰陽師藤原真夏（芹野真夏的前世）拾獲，交給吟保管，十年前被吟親手縫製在贈與凜的絨毛玩偶，作為玩偶的雙眼。謠雖對人類的惡作劇令自己失去左眼一事感到悲憤，仍因為身為狛犬的責任感，堅持立場守護人類。但由於兄弟倆因為個別失去一眼導致力量減弱，劇情開始前於無法查覺土石流將臨的狀況下，連同多數村裏的人類和妖怪於這場災害中罹難。
在遊戲本傳的淺蔥線裡，淺蔥為導正與挽救紅葉村的未來，幫助唯一不屬於過去的凜穿梭時空，返回過去歸還當時仍處石像狀態兄弟的眼睛，恢復兄弟倆的力量，得以搶在土石流來臨前解救整個村落。作為施術代價，淺蔥在用盡最後的力量幫助凜返回現代後消失殆盡，因為過去被改變，紅葉村的眾人逃過一劫，謠與詠也恢復成雙眼健全的模樣。
番外《妖怪午飯～再來一份》升上高中三年級，謠線裡明確表明希望守護紅葉村的立場，面對來自巡神的考驗。
犬嶌 詠（いぬしま　よみ）　 声： 梶裕貴
右眼配戴眼罩的少年，紅葉神社裡的雙子石雕狛犬的弟弟，變回原形時則是渾身朱紅色的狛犬。因為吟的委託，和凜就讀同所高中兼擔任近身護衛。喜歡寫詩、閱讀、作歌謠。看似沉默寡言，其實內心溫柔。
數百年前仍鎮守當時香火鼎盛的紅葉神社時，兄弟倆非常喜歡並發願守護人類，後來神社隨著參拜信眾減少，逐漸沒落，兄弟倆被村裏惡作劇的孩童扔擲石頭，擊中石像狀態的詠的右眼，導致右眼掉落失明。兄弟倆掉落的眼睛被千年前的陰陽師藤原真夏（芹野真夏的前世）拾獲，交給吟保管，十年前被吟親手縫製在贈與凜的絨毛玩偶，作為玩偶的雙眼。詠對於人類的惡作劇令自己失去右眼感到心寒，從此對人類產生不信任感，兄弟倆因為個別失去一眼導致力量減弱，劇情開始前於無法查覺土石流將臨的狀況下，連同多數村裏的人類和妖怪於這場災害中罹難。
在遊戲本傳的淺蔥線裡，淺蔥為導正與挽救紅葉村的未來，幫助唯一不屬於過去的凜穿梭時空，返回過去歸還當時仍處石像狀態兄弟的眼睛，恢復兄弟倆的力量，得以搶在土石流來臨前解救整個村落。作為施術代價，淺蔥在用盡最後的力量幫助凜返回現代後消失殆盡，因為過去被改變，紅葉村的眾人逃過一劫，謠與詠也恢復成雙眼健全的模樣。
番外《妖怪午飯～再來一份》升上高中三年級，詠線裡面對來自八咫烏的威脅。
伊吹 萩之介（いぶき はぎのすけ）　声： 水島大宙
金髮少年，為村裡神主的兒子。個性積極樂觀，雖然對於妖怪相關的事件抱持濃厚興趣，但是本身看不見妖怪，也對妖怪的事件所知甚少（實於過去不知情的狀態，解救狸貓兄妹並被後兩者視為恩人）。過去母親懷著尚在腹中的妹妹時發生車禍不幸身亡，加著母親的遺體莫名失蹤，導致全家受此事影響陷入悲傷過度顧慮彼此而關係疏遠，令萩之介從此不喜歡和家人吃飯，後在透過其他人幫助克服聚餐恐懼症。
對於母親的遺體失蹤一事懷有疑問，在萩之介劇情線透過凜和紅葉村居民協助居中調查，最終得知真相，如願和妹妹櫻相認和解。但其實本人已於劇情開始前的土石流災害中，連同多數村裏的人類和妖怪於這場災害中罹難。最終因為凜與淺蔥導正過去，得以逃過令紅葉村滅村的土石流，展開新生活。
番外《妖怪午飯～再來一份》升上高中三年級，萩之介線裡因為於滿月之夜向螢居住的山裏河川許願，短暫獲得能看見妖怪的能力，但在之後因為失去這項能力而傷心不已，同時亦面對著咒術師畔田對紅葉村妖怪們的威脅。
花 蘇芳（はな すおう）　声 ： 杉山紀彰
轉進凜就讀學校的銀髮紅眼的少年，原型是活了150年的二尾貓又。個性我行我素，表面看似討厭人類，其實害怕寂寞，經常翹課到別處睡覺。因為自己的畏寒體質和身為貓討厭熱食燙口的特性感到困擾，和身為狛犬的謠與詠不合。平常讀書寫作業時，依賴妖力令自己能看懂人類的字詞。
原本是某位貧困的花姓獵人飼養的普通家貓，因為主人善待和經常對蘇方說話，蘇芳遂抱持著「希望回應主人」的強烈祈願變成妖怪。；雖然如願實踐和主人交流的心願，卻導致主人被其餘將祂視為惡鬼的村民排擠搬遷至深山生活，到後來主人不再認同變成妖怪的蘇芳，甚至開始對其怨言相向，令蘇芳決定離開主人，過著被眾村民排斥的流浪生活。待數年後蘇方再返回主人的住處時，主人已被妖怪啃食殆盡，出於自責遂獨自居住在後者生前的住處兼守護遺物。
蘇芳線在黑貓又事件落幕後，開始學習人類的生活方式，變得擅長家事與流露柔軟的一面。但其實本人已於劇情開始前的土石流災害中，連同多數村裏的人類和妖怪於這場災害中罹難。最終因為凜與淺蔥導正過去，得以逃過令紅葉村滅村的土石流，展開新生活。
番外《妖怪午飯～再來一份》裏升上高中三年級，蘇芳線裡遇見花姓獵人的後裔透露攸關花姓獵人的真正死因：花姓獵人和妻子結婚時，遭女方家屬強烈反對，為此獵人的妻子過世後，女方的父親趁機於獵人父子發生爭執時現出妖怪原型殺害對方。
芹ケ野 真夏（せりがの まなつ）　 声：興津和幸
地方食材店的兒子暨狐森吟的小舅子，作為「ぽんぽこりん」食堂的供應商，經常負責將食材運送至店裡，最大的樂趣是結束工作後喝茶。個性開朗略帶慵懶，很照顧他人，因為具備著陰陽師的血統，經常成為居民需要解決妖怪事件時的求助對象。經常在騎車時發生意外摔車。
千年前的前世身分為平安時代陰陽師藤原真夏，和身為近親的凜姬（朱音凜的前世）互為青梅竹馬的戀人，直至朝廷宣布將凜姬納為側室，藤園真夏擔心自己的家人，出於身為朝臣的立場拒絕凜姬的告白，兩人從此決別。後因緣際會收留受傷的白狐（狐森吟）。
和凜姬再會時，本受君主寵愛的凜姬已遭其他心生忌意的側室施加強力詛咒重病，最終病逝於藤原真夏的懷中，過度悲傷的藤原真夏遂將家傳秘石（謠與詠的眼睛）贈與吟，投水自盡。此後兩者每次輪迴，真夏必將以不同方式失去凜，同時當凜憶起平安時代記憶時，凜將會被食夢謨奪去性命再次啟動輪迴。但其實本人已於劇情開始前的土石流災害中，連同多數村裏的人類和妖怪於這場災害中罹難。最終因為凜與淺蔥導正過去，得以逃過令紅葉村滅村的土石流，展開新生活。
番外《妖怪午飯～再來一份》真夏劇情線裏，和前世的友人紫門再會，並化解兩人之間的心結。
木邑 浅葱（きむら あさぎ）　声：石田彰
遊戲裡的關鍵角色，銀髮碧眼的神秘美少年，個性飄渺溫柔，鮮少離開村莊，時常在劇裡擔任協助凜和紅葉村居民解決問題的角色。原本不懂人類之間的愛戀情愫，但在認識凜後逐漸體會愛戀的情感。其本體是紅葉村裏的千年櫻花樹，因為紅葉村遭遇土石流滅村之災，神明和倖存的妖怪利用靈力與櫻花樹的力量，創建結界將紅葉村與外界隔絕，展開持續性輪迴，為了監視虛構的紅葉村，淺蔥從櫻花樹裡誕生，作為櫻花樹的化身意識維持紅葉村的結界守護村莊。但由於長期進行輪迴和不屬於過去時間的凜造訪紅葉村，加劇消耗淺蔥的力量，連帶讓結界的力量削弱，同時作為維持結界的代價，妖怪也在維持結界的同時持續消耗自己的壽命。
因為本身自櫻花樹裏誕生，只要櫻花樹枯萎，淺蔥也會隨之消失。在遊戲本傳淺蔥線裡為了拯救紅葉村，淺蔥用盡自己僅存的靈力幫助凜返回過去，凜將擁有千年之力的祕石（謠與詠的眼睛），鑲嵌回當時還是石雕狀態的謠與詠的身上，再透過淺蔥的靈力返回現代，成功挽救紅葉村免於被土石流滅村的命運。由於過去被改變，時間開始流動，紅葉村不再需要虛構的結界，原本凜和紅葉村居民共同生活的記憶也隨之消失。最終淺蔥在凜返回現實時間點後，告知自己已經結束長久以來的使命，祝福凜能在接下來過著幸福的日子後消失殆盡。
番外《妖怪午飯～再來一份》裏，於凜升上高中三年級的時候以轉學生身份，轉入凜就讀的高中和眾人再會，失去本篇裏的所有記憶。根據其守護者伊散所稱，伊散在過去搬出曾居住的紅葉村時，順勢將偶然發現的枯掉的後山櫻花樹種子帶往都市種植，之後便在忽然在自家櫻花樹下發現淺蔥的存在，負責收留兼保護後者。
番外《妖怪午飯～再來一份》淺蔥線中，壞結局因為凜不願令眾人憶起傷心之事，出於內疚放棄淺蔥，淺蔥病逝前表示自己諒解凜的心情，消失後眾人遺忘淺蔥的存在，凜亦另嫁他人；好結局裡淺蔥經過伊散、大和、神明和眾妖怪的協助，得以恢復記憶與保住生命，決定在凜進入大學進修期間守護紅葉村，最終向凜求婚；最佳結局裡淺蔥經眾人協助恢復記憶與保住性命，凜在大學畢業歸來一年後和淺蔥結婚，兩者育有一女櫻香，最終凜在40年後先逝，夫妻倆的子孫依照遺囑，將凜的骨灰葬在後山的櫻花樹下，令淺蔥與凜的靈魂得以相融繼續守護紅葉村。
狐森 吟（こもり ぎん）　声：緑川光
紅葉村「ぽんぽこりん」食堂的店主暨凜的養父，原型是活了千年的多尾妖狐。個性和善愛照顧人，喜歡親近人類，收留犬嶌兄弟寄住店裡。十年前被凜的祖母收留，曾經在凜暫住紅葉村的期間共同生活，後來為解救遇險的凜，當其面前變回妖狐的真身，從此影響凜的日後性格。因為希望能讓嚐到料理的對象感到幸福，所以在紅葉村開設「ぽんぽこりん」食堂，許多紅葉村居民對其製作的料理能讓食用者感到充滿元氣讚譽有加。
千年前還是狐狸的時候，因為受傷被陰陽師藤原真夏（芹野真夏的前世）所救，成為其隨從，後來藤原真夏投水自盡前將珍藏的秘石（謠與詠的眼睛）交給吟保管，其後吟於十年前將這對祕石當成玩偶的眼睛，縫在贈與凜的絨毛玩偶身上。
娶人類女子為妻（真夏的姊姊真冬），妻子過世後獨自撫養兒子綴。但後來紅葉村發生土石流，導致包含綴在內的多數紅葉村居民罹難，接連失去親友的打擊令倖存的吟深陷悲傷之中，神明為了撫慰與治癒吟的悲傷，加著倖存的妖怪為躲避紅葉村滅村的現實，利用力量將紅葉村與外界隔絕展開持續輪迴，直至眾人尋找到真正能解救紅葉村的方法為止。
成年的凜失去親人後，因為將凜視為家人，決定將其接迎至紅葉村生活，但也因此舉動導致淺蔥為維持輪迴的力量，消耗更多的靈力。最終因為凜與淺蔥導正過去，原本包含綴在內的罹難多數紅葉村居民，得以逃過土石流。
番外《妖怪午飯～再來一份》裏，繼續以凜的養父身份照顧其生活。
狐森 綴（こもり つづり）　声：村瀬歩
吟和真冬所生的半妖混血兒暨真夏的外甥，現年7歲，經常跟著父親後方，喜歡用蠟筆畫圖。
實際上已在劇情開始前土石流襲擊紅葉村的時候，和多數紅葉村居民罹難，最終因為凜與淺蔥導正過去，原本包含綴在內的罹難多數紅葉村居民，得以逃過土石流。番外《妖怪午飯～再來一份》淺蔥線BEST END裡，出現綴成年後的模樣。
朱音 スミ（あかね　すみ） 声：珠木のぞみ
凜的父親方的祖母。無論面對人類或妖怪皆能平等待之，收留並賜與「吟」名字的關鍵人物，被吟視為恩人相待，十年後已故。臨終前委託吟將凜接回紅葉村生活。
神様（かみさま）　声： 岸尾大輔
紅葉村神社祭祀暨守護村莊的神明，犬嶌兄弟的原主人，外型看似孩童且性情孩子氣，深受眾妖怪敬重，最大的樂趣是吃東西。
為了撫慰受紅葉村滅村與失去愛子的吟，和其餘妖怪默許並維持虛構紅葉村的存在的關鍵人物。

### 人類篇登場角色
送り犬  声：滑川洋平
外型似褐犬的妖怪，有著會襲擊在面前跌倒的對象的特性。後來意圖襲擊凜的時候被蘇芳制止，事後蘇芳取用吟製作的便當向其賠罪。有名叫作「慧」的兒子（番外《妖怪午飯～再來一份》裏登場）。
慧（すい） 声：高宮彩織
送り犬的兒子，不擅長和眾人互動。因為被族人視為軟弱不需要的存在感到自卑，獨自徘徊在深山中時被螢發現，後來萩之介因為親身經歷使然，成功說服慧的夥伴不要拋棄祂，最終由送り犬夫婦將其帶回家。
狭霧（さぎり） 声：東條加那子
外型妖艷，作花魁裝扮的女子，原型是會食用人類精氣的蜘蛛妖怪絡新婦。因為不被人愛，無法相信他人，長期深陷孤獨處境，雖然紅葉村不會過分管束人類和妖怪的行為，仍因為吃人過多被真夏封印在後山，直至邂逅境遇類似的凜後理解其境遇，產生相惜的情感而決定放過對方，離去前表示自己很希望擔任凜的母親。事後因為真夏給她的符咒影響，從此不需要吃人，個性也變得親切善良。
番外《妖怪午飯～再來一份》裏更付諸行動，提供凜與紅葉村居民必要的幫助，並且為此甘之如飴。另外對於攸關年齡的話題非常敏感，曾因為綴稱呼她「蜘蛛婆婆」而生氣。
鬼 声：柴田大吾
渾身赤紅的鬼。初登場時意圖襲擊村莊，被謠與詠逼退。
螢（ケイ） 声：蒼井翔太
雙目被褐色布料蒙住的青年，原型是村裡小河川畔的螢火蟲化身的妖怪。50年前，村裡的人類女子「夢」（ユメ）因為被父母強制許配給當地青年，不願接受這樁聯姻的夢在其居住的河畔許下「希望在婚前談最後一次戀愛」的心願，回程時發現當時虛弱的螢將崎帶回河畔，窺見後者於河面倒影的姿態而愛上祂（與此同時螢為實踐再會的心願，每天向月亮許下「再給一天壽命」的願望），此後雙方以此契機頻繁相會。後由於夢的丈夫目擊在河畔和螢共處的情景，認為夢因為臆病產生幻覺，強制將夢拘留家裡，導致夢最後病逝前未能如願再見螢。
50年後，委託凜和紅葉村居民尋找夢的蹤跡，夢的女兒告知眾人，母親生前將與螢的戀情視為此生最引以為傲之事，父親則是因為擔心失去夢才限制其行動，但在婚後歸還其自由並成為相敬如賓的夫妻。最終螢在一度命危之際和夢的身影再會，得知夢希望其繼續活下去的心願才解開心結。番外《妖怪午飯～再來一份》裏更成為凜需要相談時的聆聽對象，不時給予一行人幫助。
鵺（ぬえ）  声：伊藤栄次
外型是右眼覆蓋眼罩，臉型瘦長的綠衣男子，原型是鵺，女山妖「峰」（ミネ）的友人。發現當時尚在襁褓裡的櫻，交給古書店老闆撫養的關鍵人物。
桜（さくら）  声：大橋かおり
古書店老闆的養孫女，萩之介的親生妹妹。過去母親發生車禍過世的時候，發現母親遺體的女山妖「峰」（ミネ）不忍胎兒尚未降生即死亡，附身於母親的遺體代懷著櫻（此事亦讓櫻具備看見妖怪的能力）長達兩個月期間，直至峰於分娩過程耗盡力氣死去消失，峰的友人鵺發現櫻的存在，將其交給古書店老闆撫養成人。
在萩之介劇情線正式和親生兄長相認，因為妖力暴走導致萩之介受傷，妖怪們介入處理後，櫻在事後失去看見妖怪的能力，與萩之介言和。
景墨（かげすみ）   声：阿座上洋平
和蘇芳熟識的貓又，變成妖怪時有著黑色的雙耳和尾巴。因為過去遭人類欺辱的經驗，故而變成妖怪後，為了報復人類而開始吃人。在蘇芳線威脅凜的安危，被蘇芳和紅葉村的居民們擊退。番外《妖怪午飯～再來一份》再登場時，個性和行為已有收斂，仍不改我行我素的態度，並出面幫助凜與蘇芳。
座敷童子  声：石原朋典
有著孩童姿態的妖怪。於薄之高校化祭準備期間造訪學校。
一目小僧  声：藤吉浩二
座敷童子的熟識。
（ナギ）   声：真木駿一
番外《妖怪午飯～再來一份》登場的角色，金髮褐膚，穿著奇裝異服的男子。其實是經常巡迴世界各處，為造訪地區帶來幸福的神明，紅葉村神明的舊友。過去還在紅葉村時曾經和人類女子相戀，但最終因為當時的懦弱逃離村莊而徒留遺憾，因故再訪紅葉村和神明相談。在番外《妖怪午飯～再來一份》謠劇情線擔任考驗謠的角色。
汐音（しおん）   声：野上繪里
番外《妖怪午飯～再來一份》登場的角色，用樹枝固定淺綠色長髮的少女，原型是綠繡眼的妖怪。固定於每年春天造訪紅葉村，透過歌唱向村裏居民傳達春天到來的消息。後來接受凜的委託，指導チコ學會將思念唱入人心的方法。
（チコ）   声：有村百惠
番外《妖怪午飯～再來一份》登場的角色，長著紅色龍角的銀髮男孩，守護大地的龍的兒子，原型是條紅色犄角的白龍。
出生時便是孤身一人，從未見過自己的同族夥伴，曾被某位妖怪帶回家短暫收留，但得知對方其實是準備吃掉自己後急忙逃走。偶然間邂逅童年的雄一並成為朋友，但由於雄一畢業後到外地升學，失去能看見自己的朋友，不懂人類世界畢業意義而在雄一曾經待過的教室惡作劇，最終凜求助汐音指導其學會將思念歌聲唱進人心的方法，如願和雄一重逢，事後也和綴成為要好的朋友。
日比谷雄一（ひびや ゆぅいち）   声：菊池幸利
番外《妖怪午飯～再來一份》登場的角色，東京大學的植物學研究生。為了採集植物樣本作研究調查返回故鄉紅葉村。兒時因緣際會成為チコ的朋友，但在畢業成年後失去感知妖怪存在的能力。最終在山上發生意外時被チコ所救，事後凜探望雄一時，兩者皆聽見チコ的歌聲，令聞歌的雄一感動落淚。
萬里（まり）   声：大橋かおり
番外《妖怪午飯～再來一份》登場的角色，有著破天荒性格的銀色長髮美少女。
容貌和性格都神似螢已故的戀人夢（ユメ），趁著暑假返回祖父居住的紅葉村，對於紅葉村方便程度與生活步調遜於都市的感到興趣缺缺。因為出席試膽大會時的表現，被紅葉村居民戲稱「女版的萩之介」，也因為這個機緣和凜及紅葉村居民成為朋友，甚至對螢產生好感。
本身在某次醫療手術過後，獲得能看見妖怪的能力，但由於身患重病，將在暑假過後再度接受具高風險的大型手術，螢被萬里告知此事後深受打擊，萬里被眾人尋獲時亦傷心告訴螢自己並不是夢（ユメ），但一定會和螢相會，最終螢和萬里成功和解並立下再見面的約定。
畔田（はんだ）   声：半田裕典
番外《妖怪午飯～再來一份》登場的角色，神情嚴肅的咒術師，堅信妖怪為惡且痛很妖怪，以退治妖怪為己任造訪紅葉村。
番外《妖怪午飯～再來一份》萩之介線裡現身準備封印凜的妖怪友人，依據凜與萩之介的決擇，決定畔田將會成功封印妖怪，導致凜與萩之介關係生變，或是成功令萩之介阻止畔田。

### 妖怪篇登場角色
月人（つきひと）  声：弓原健史
輝夜姬的侍者，愛慕著輝夜姬。為了博取輝夜姫的好感，頻繁造訪紅葉村捕魚，近期發現魚群異常減少，求助凜與紅葉村居民調查，意外揭發月彥從中作梗的實情。
月彦（つきひこ）   声：菊池幸利
同為輝夜姬的侍者，為了阻撓月人，暗地在河川上游佈網令其無法在捕魚時如願滿載而歸，被凜與洪葉村居民揭發實情後，向眾人致歉並偕同月人將捕獲的魚群帶回月亮。
河童   声：黑木樹里
居住在紅葉村河裏的河童，在凜與紅葉村居民協助月人調查河川的時候，意外被釣上岸。番外《妖怪午飯～再來一份》幫助凜與紅葉村居民解決阿住的事件。
たぬ吉 声：八代拓
狸貓兄妹的哥哥。數年前兄妹倆被薄之高校的某位學生所救，為了和救命恩人再會決定參加薄之高校的文化祭，在謠、詠、蘇芳的指導下，成功學會變身術，如願和救命恩人荻之介再會。人形狀態是個面容靦腆，身著和服的少年。
たぬ恵 声：只野都美子
狸貓兄妹的妹妹。數年前兄妹倆被薄之高校的某位學生所救，為了和救命恩人再會決定參加薄之高校的文化祭，在謠、詠、蘇芳的指導下，成功學會變身術，如願和救命恩人荻之介再會。人形狀態是個面容清純，身著和服的短髮少女。
百（ひゃく）  声：新田恵海
頭頂配戴紅色山茶花的銀髮女孩，原型是村裡的居民熊田所種植的花。熊田因為妻子逝世，為了守護妻子的遺物而辛勤照顧花園，百因為長期受熊田照顧，感受其溫柔善良之意而變成花精，將熊田視為畢生恩人。後由於熊田離世過於悲傷，食慾亦深受影響，最終在村裡的不凋櫻花樹（淺蔥的真身）見到熊田，理解熊田希望其活下去的願望才得以釋懷。
熊田（くまた）
百的主人，妻子過身後致力守護其遺物。
ラリー 声：前田邦宏
外型矮小，頭戴墨鏡的老先生，其實是居住在紅葉村的滑瓢暨眾妖怪的領頭者，「ぽんぽこりん」的常客，對於百在主人逝世後食不下嚥的情況感到擔憂。
冰雨（ひょめ） 声：綾瀬有
外型美麗，白髮藍眼，個性溫婉的妖怪雪女，和田中朔互為戀人。因為雪女只能在冬季現身的緣故，所以每年固定於冬季現身和朔相會，後來朔因為顧忌人類和妖怪的壽命差會為戀情帶來不良影響，希望就此終結關係，冰雨不願就此放棄這段戀情，請求凜和紅葉村居民居中調解。雖然朔經過勸說後決定和冰雨復合訂婚，卻在赴約時遭遇雪崩命危，最終冰雨犧牲自己解救朔的生命而消失殆盡，事後透過淺蔥的靈力，以靈魂型態守護著朔。
番外《妖怪午飯～再來一份》裡，因為淺蔥的靈力影響，得以和朔再見面。
田中朔（たなか さく）  声：工藤雅久
和真夏為同級生的人類青年，深愛冰雨。因為顧忌人類人類壽命過短，決定終結這段戀情，被凜和紅葉村居民居中提點調解後，決定和冰雨互許終身，卻在赴約途中遭遇雪崩，導致冰雨為解救其生命而犧牲自己。朔在冰雨消失前，將訂婚戒套在她的手上，事後珍藏著該枚戒指，告訴眾人自己隱約感受到冰雨仍待在身邊。
番外《妖怪午飯～再來一份》從事林業，如願和冰雨再會。
紅蓮（ぐれん）  声：黒田崇矢
統治紅葉村週圍山林的天狗一族。擁有強大力量且自我中心的角色。因為族裡有數十年一度下山誘拐人類少女帶回族裡當作新娘的習俗，加著神明無從干涉，所以天狗一族便持續在紅葉村附近物色新娘人選。遊戲本傳詠線裡看中並試圖將凜奪為自己的新娘，被變回原形的詠擊敗。事後和凜及紅葉村居民化敵為友。番外《妖怪午飯～再來一份》在詠劇情線參加夏祭後，與千織成為情侶。
獏  声：山本格
食夢獏，原型是藤原真夏（芹野真夏的前世）的靈魂，因為藤原真夏生前為無法解救凜姬深陷悲傷懊悔投水自盡，臨死前告訴當時尚無形體的獏「想要我的靈魂，就自行拿去」，導致獏取得藤原真夏的懊悔與詛咒的靈魂後，獲得遊走現實和夢境的能力，固定在凜姬（朱音凜的前世）回想起平安時代的記憶時，現身奪走其性命。由於歷代轉生的真夏不願面對此事實，導致真夏和凜固定在每次輪迴期間重演分離的悲劇。
真夏劇情線裏，因為凜聽見前世凜姬希望解救真夏的心願，令真夏面對現實，最終獏變回藤原真夏生前的模樣，釋懷後正式消失。
千織 （ちおり） 声：渡邊佳美
薄之高校二年級女學生，凜在校為數不多的人類女性朋友。個性溫和善聆聽，有時會在劇裡幫助凜和後者心儀的對象拉近距離。番外《妖怪午飯～再來一份》在詠劇情線參加夏祭後，與紅蓮成為情侶。
想（そう） 声：吉本元喜
單戀美緒的妖怪呼子，個性沉穩。過去在美緒因為過於寂寞而在櫻花樹下哭泣時，於隱匿身型的狀態透過聲音告訴美緒「如果妳需要說話的對象，我就在妳身邊」，但礙於人類和妖怪的隔閡不敢和美緒正面接觸，後來透過淺蔥的幫助，正式面對自己的心意與美緒相戀。
美緒（みお）  声：織田亜希
紅葉村的女性居民，因為個性過於內向而少有朋友，過於寂寞而在櫻花樹下哭泣，聽見想安慰她的聲音但不見其型，為尋找聲音的主人而求助凜與洪葉村居民，最後透過淺蔥的幫助和想正式相認。
木邑伊散（きむら いちる） 声：言瀨周平
番外《妖怪午飯～再來一份》登場角色，髮型略帶凌亂的40歲男性小說家。
淺蔥的守護者，原紅葉村的居民，暗中關切著淺蔥的狀態。平常則是家事能力等於零的生活白癡。
過去從紅葉村遷居都市的時候，偶然發現枯掉的櫻花樹的種子，順勢帶往都市種植，之後某日在自家櫻花樹下發現昏迷的淺蔥，遂收留淺蔥寄住在自己的住處。經過此事後查覺事態有異，決定返回紅葉村調查事發始末。
在淺蔥線擔任幫助淺蔥恢復記憶與保住其性命的其中一名關鍵角色。
大和（やまと） 声：工藤雅久
番外《妖怪午飯～再來一份》登場角色，額頭有獨角，黑色長髮，金色雙眼，身穿黑衣的鬼族青年。
真實身分是千年前親手種植後山櫻花樹的鬼族女性之子，因為母親親手種植與用性命保護該株櫻花樹的緣故，繼承母親的習慣守護櫻花樹，每年定期造訪紅葉村觀察櫻花樹的狀態。與此同時具備能夠在取用指定物品的同時，讀取該物品所擁有的記憶，觀看過去發生之事的能力。
後由於查覺後山的櫻花樹狀態有異，決定和凜與伊散相談，在淺蔥線擔任擔任幫助淺蔥恢復記憶與保住其性命的其中一名關鍵角色。
栗栖紫門（くりす しもん）  声：廣瀨裕也
番外《妖怪午飯～再來一份》登場角色，薄之高校的年輕新任教師暨教會牧師，個性帶有天然呆，受學生歡迎。
真實身分是活了千年的吸血鬼，真夏千年前的前世舊識。因為作為吸血鬼無人願意和他來往，長年處於孤獨狀態，後於戰國時代遇見轉生且欲尋短的真夏，紫門因為對其抱有興趣，拒絕對真夏痛下殺手，最終兩者更成為朋友。但由於遊戲本傳時紅葉村的未來被凜與淺蔥扭轉，包含凜與真夏在內的所有人皆獲得幸福，紫門見到昔日摯友獲得幸福的同時再度感到寂寞，出於害怕孤獨的理由，為此不惜出手破壞真夏的幸福。
番外《妖怪午飯～再來一份》真夏線裏，作為凜與真夏的敵人，依據玩家的選擇將決定紫門轉化凜和真夏為吸血鬼，或是獲得凜和真夏的原諒和眾人成為朋友。
阿住（おやめ） 声：織田亞希
番外《妖怪午飯～再來一份》登場角色，外型是穿著單件肚兜，頭頂貝殼髮型的孩童，原型是貝類的妖怪。原本是真夏的姊姊真冬生前珍藏的其中一枚貝殼，但後來因為其餘貝殼接連遺失，過於害怕孤單，導致其在夜裡哭泣時的嘈雜哭聲驚醒凜和其餘紅葉村居民。凜等人向河裡的河童取得其他貝殼後，眾人將河童給與的貝殼進行彩繪，放在其身邊，才讓祂心滿意足的消失在眾人面前。
八咫烏  声：君鴻哲
番外《妖怪午飯～再來一份》登場角色，外型蒼白，黑髮紫眼，手臂有鳥翼刺青的青年，原型是烏鴉型態的妖怪。紅蓮的舊友，個性殘忍，視妖怪和人類相戀為恥辱，不惜動手殘害任何和人類與妖怪的情侶。在詠劇情線成為眾人的敵人。
莉莉（リリ） 声：畑山菜摘
番外《妖怪午飯～再來一份》登場角色，頭戴花果與栗子頭飾的藍髮少女，原型是渡鳥的妖怪。個性溫和怯懦，平常在地面活動時以人類的姿態走動，需要飛行的時候則變回鳥的真身。
（おれをさん） 声：藤原由林
番外《妖怪午飯～再來一份》登場角色，頭戴淡紫色洋帽的母狸貓，其實是狸貓界的貴族。談吐優雅有禮，為了探視狸貓兄妹造訪紅葉村。人形狀態則是頭戴洋帽，身穿紫衣的貴婦。

### 其他角色
狐森真冬（こもり まふゆ） / 芹野真冬（せりがの まふゆ）
僅在遊戲對白與遊戲附錄「おまけ」短篇提及，真夏的姊姊，吟的妻子與綴的母親。
多年前在狐森吟輾轉抵達紅葉村被牛車撞傷時，跟著凜的祖母與真夏發現並收留吟。之後和吟相戀，結為夫妻生下綴。
病故後被葬在紅葉村後山的櫻花樹（淺蔥的本體）下，狐森吟的「おまけ」短篇提及，凜與淺蔥導正紅葉村的過去後，真冬曾以聲音型態，現聲詢問吟是否過得幸福。

## 主題曲
- OP 『その残響は、憧憬』

歌:結月そら　作詞:結月そら　作曲・編曲:くど  A.Guitar:吉野薫　Piano:宇都圭輝  Koto:沖政一志　Shakuhachi:神永大輔
- ED『おかえり。ただいま。』

歌：結月そら　作詞：結月そら　作曲：結月そら 編曲：三輪学　A.Guitar：吉野薫　Piano：宇都圭輝

## 相關商品

### 廣播劇CD
- あやかしごはん もぐもぐCDシリーズvol.1『謡くんとチキン南蛮もぐもぐCD』（2014年5月30日發售）
- あやかしごはん もぐもぐCDシリーズvol.2『詠くんと肉じゃがもぐもぐCD』（2014年5月30日發售）
- あやかしごはん もぐもぐCDシリーズvol.3『萩之介くんとお弁当もぐもぐCD』（2014年6月27日發售）
- あやかしごはん もぐもぐCDシリーズvol.4『真夏くんと朝ごはんもぐもぐCD』（2014年6月27日發售）
- あやかしごはん もぐもぐCDシリーズvol.5『蘇芳くんとシフォンケーキもぐもぐCD』（2014年7月25日發售）
- あやかしごはん もぐもぐCDシリーズvol.6『浅葱くんとシチューもぐもぐCD』（2014年7月25日發售）
- あやかしごはん もぐもぐCDシリーズvol.7『吟さんと綴くんとハンバーグもぐもぐCD』（2014年8月29日發售）

### 遊戲音樂集
- あやかしごはん 音楽集（2014年9月26日發售）
- あやかしごはん 歌曲集（2014年11月28日發售）
- あやかしごはん 歌曲集 其の二（2016年3月25日發售）

## 外部連結
- あやかしごはん ポータルサイト（页面存档备份，存于）
- あやかしごはん～おおもりっ！～ PSVita版公式サイト（页面存档备份，存于）
- あやかしごはん～おかわりっ！～ ファンディスク公式サイト（页面存档备份，存于）
- 妖怪午飯的X（前Twitter）